# Lạc Thị ảnh nghiệp
Lechuang Entertainment tên cũ Lạc Thị ảnh nghiệp là một doanh nghiệp sản xuất phim điện ảnh và truyền hình, được thành lập vào tháng 3 năm 2011, dưới hình thức Công ty điện ảnh trực tuyến .

## Giới thiệu tóm tắt
Tháng 3 năm 2011, nguyên tổng giám đốc Quang Tuyến ảnh nghiệp - Trương Chiêu thành lập lên Lạc Thị ảnh nghiệp, đồng thời nhậm chức CEO
Ngày 28/05/2013, đạo diễn Trương Nghệ Mưu kí hợp đồng đạo diễn với Lạc Thị ảnh nghiệp, đảm nhiệm chức vụ Giám đốc nghệ thuật  . Trương Nghệ Mưu và Lạc Thị đã hợp tác trong các bộ phim: "Trở về" (công chiếu ngày 16/05/2014) và "Tử chiến Trường Thành" (công chiếu tháng 12 năm 2016)

## Phát triển công ty
Le Chuang Entertainment không còn tự định nghĩa mình là một công ty điện ảnh và truyền hình thuần túy, mà chuyển đổi thành nội dung phim và truyền hình cho người xem. IP là phương hoạt đồng chính của công ty. Giải pháp là người dùng là nguồn và IP là gốc, điện ảnh và truyền hình là phương tiện truyền thông, liên kết internet + thiết bị đầu cuối máy tính, thông qua hỗ trợ vốn, thu hút nhiều đối tác hơn, cho phép IP phục vụ người dùng chính xác hơn và nhận ra một cách nhận thức đa dạng. Quan trọng hơn, điện ảnh và truyền hình điều khiển IP hoạt động nối tiếp, tăng dần giá trị thương hiệu của IP và thúc đẩy giá trị gia tăng của người xem IP để đạt được chu kỳ khuếch đại dương từ IP sang giá trị phái sinh.
Trong quá trình sản xuất và phân phối các bộ phim xuất sắc, LeTV đặt mục tiêu thiết lập hệ thống thị trường phim O2O "ba trong một" và "liên kết năm màn hình" trong bối cảnh thời đại Internet 2.0, cung cấp cho người xem cái nhìn toàn diện từ trực tuyến đến ngoại tuyến.
Năm 2012, LeTV đã sản xuất và phát hành 6 bộ phim, đứng thứ 4 trong số 5 công ty tư nhân hàng đầu. Trong số đó, "Viên đạn biến mất" của LeTV đã giành được bốn đề cử cho Phim Đài Loan hay nhất Giải thưởng Kim Mã và 13 đề cử Giải thưởng Điện ảnh Hồng Kông. Bộ phim "Biệt đội đánh thuê 2" của LeTV tại Hoa Kỳ, được sản xuất và chịu trách nhiệm cho thị trường Trung Quốc, đã đạt doanh thu 54 triệu đô la Mỹ tại thị trường Trung Quốc, chiếm 18,5% thị phần toàn cầu.
Mô hình kinh doanh sáng tạo của LeTV và hệ sinh thái nội dung thương hiệu được thị trường rất ưa chuộng. Vào tháng 8 năm 2013, LeTV đã hoàn thành vòng đầu tiên tài trợ 200 triệu RMB, và định giá của công ty đạt 1,55 tỷ nhân dân tệ.
Năm 2013 LeTV thu mua 100% cổ phần của Đông Dương Lạc Thị Văn hóa Điện ảnh và Truyền hình với giá 900 triệu Nhân dân Tệ
Năm 2013, LeTV đã sản xuất / phát hành 9 bộ phim, với doanh thu phòng vé 1,05 tỷ nhân dân tệ, đứng thứ ba trong số các công ty phim tư nhân. Trong số đó, "Tiểu thời đại" và "Tiểu thời đại 2" đã giành được gần 800 triệu phòng vé, "Tiểu Thời Đại" vào ngày đầu tiên đạt 73 triệu phòng vé trở thành bộ phim 2D trong nước đầu tiên lập kỷ lục phòng vé, hai ngày hơn 100 triệu, ba ngày hơn 200 triệu, sáu ngày hơn 300 triệu cũng nằm trong số ba phim đứng đầu doanh thu trong lịch sử đại lục.
Ngoài ra, LeTV luôn đi đầu trong hợp tác phim quốc tế. Chiến lược hợp tác quốc tế bao gồm thành lập một cơ quan điều hành tại Hollywood, thành lập một tổ chức nghiên cứu và phát triển tài sản trí tuệ trực quan phim Trung-Mỹ (Visual IP-Radical Vision China), sản xuất các sản phẩm hợp tác giữa Trung Quốc và Mỹ, dịch vụ thị trường Trung Quốc vủa sáu hãng phim Hollywood và các công ty hợp tác phim Trung-Mỹ. Phát triển và bán hàng. Bố cục sâu sắc như vậy sẽ khiến LeTV trở thành công ty hàng đầu trong hợp tác ngành công nghiệp điện ảnh giữa hai nước.
18 tháng 9 năm 2014, LeTV đã chính thức công bố hoàn thành việc cấp vốn cho Series B với số tiền tài trợ là 340 triệu nhân dân tệ. Hengtai Capital và các nhà đầu tư khác đã tham gia đầu tư. Định giá của LeTV là 4,8 tỷ nhân dân tệ, tăng gấp 3,2 lần định giá của vòng tài chính A năm ngoái.
Năm 2014, LeTV đã sản xuất / phát hành 13 bộ phim, với doanh thu phòng vé khoảng 2,4 tỷ nhân dân tệ, tốc độ tăng trưởng khoảng 130%, đứng đầu trong năm công ty phim tư nhân hàng đầu. Bao gồm các sản phẩm của Hollywood như "Biệt đội đánh thuê 3" và "Số hóa", cũng như bộ phim văn học 4K / IMAX đầu tiên của Trung Quốc "Trở về" và các bộ phim xuất sắc trong nước nặng ký khác. Ngoài phép màu phòng vé liên tục ở Trung Quốc, LeTV đang thúc đẩy mạnh mẽ chiến lược ra nước ngoài: "Đêm Trung - Hàn Lạc thị" được tổ chức tại Seoul, Hàn Quốc và công bố thành lập chi nhánh tại Hàn Quốc, và công bố hợp tác với một số đạo diễn Hàn Quốc; Việc thành lập chi nhánh Bắc Mỹ của LeTV đã trở thành một phần quan trọng trong chiến lược ở nước ngoài của LeEco.
Năm 2015, bộ phim "Tiểu thời đại 4" của LeTV đã giành được 487 triệu phòng vé, và loạt phòng vé phim "Tiểu thời đại" đạt tổng cộng hơn 1,8 tỷ nhân dân tệ, tạo ra một kỷ lục phòng vé mới cho loạt phim điện ảnh Trung Quốc, và cũng trở thành loạt phim điện ảnh có lợi tức đầu tư cao nhất ở Trung Quốc.
Năm 2015, bộ phim bom tấn toàn tiếng Anh "Vạn lý trường thành" do đạo diễn và giám đốc nghệ thuật ký hợp đồng với LeTV Trương Nghệ Mưu làm đạo diễn bắt đầu bấm máy. Khoản đầu tư 135 triệu đô la đứng đầu trong các sản phẩm hợp tác hiện tại của Trung Quốc và nước ngoài.
6 tháng 5 năm 2016, LeTV.com đã thông báo rằng công ty dự định mua 100% vốn của LeTV dưới dạng kết hợp thêm cổ phiếu và tiền mặt, với giá mục tiêu là 9,8 tỷ nhân dân tệ.
Năm 2016, LeTV đã đạt được sự tăng trưởng thành công trong sự tăng trưởng cân bằng của ngành giải trí trong 11 bộ phim. Trong bối cảnh thị trường phim Trung Quốc chậm lại, LeTV đã trở thành công ty điện ảnh phát triển nhanh nhất trong ngành giải trí, với tổng doanh thu phòng vé đứng thứ hai trong số các công ty phim tư nhân.
Tháng 6 năm 2017, LeTV không còn tự định nghĩa là một công ty điện ảnh và truyền hình thuần túy, mà chuyển đổi thành một công ty điều hành IP sử dụng nội dung chuyển thể làm phương tiện chính.
27 tháng 9 năm 2017, LETV dự tính đổi tên và thượng hiệu thành Tân Lạc Thị 
27 tháng 3 năm 2018, Chủ tịch và Giám đốc điều hành của LeTV, Trương Chiêu đã đưa ra một lá thư nội bộ nói rằng công ty sẽ chính thức được đổi tên thành Lechuang Entertainment. Sau khi đổi tên, Trương Chiêu vẫn là chủ tịch và CEO của Lechuang Entertainment.
22 tháng 9 năm 2018, công ty tố tụng tài sản trực tuyến của Tòa án nhân dân đã công bố kết quả đấu giá tư pháp các cổ phần do Leshi Holding nắm giữ, bao gồm ba dự án của Leshi Zhixin do Leshi Holding nắm giữ và vốn chủ sở hữu của LeTV. Giá là 773 triệu nhân dân tệ. Nhà thầu là Thiên Tân Jiarui Huixin Enterprise Management, một công ty đầu tư thuộc sở hữu của Sunac China.

## Phim sản xuất và phát hành
| Năm  | Tên phim                       | Ghi chú |
| ---- | ------------------------------ | --- |
| 2012 | Bát tinh bão hỉ                | |
| 2012 | Truy hung                      | |
| 2012 | Viên đạn biến mất              | |
| 2012 | Đội cảm tử 2                   | Hợp tác Trung Mỹ                                                                                            |
| 2013 | Đồng mưu                       | |
| 2013 | Tiểu Thời Đại                  | |
| 2013 | Tiểu Thời Đại 2                | |
| 2013 | Đội cảm tử 3                   | Hợp tác Trung Mỹ                                                                                            |
| 2014 | Tiểu Thời Đại 3                | |
| 2014 | Trở về                         | Trương Nghệ Mưu đạo diễn                                                                                    |
| 2014 | Mãnh long quá giang            | |
| 2014 | Thái Bình Luân                 | Ngô Vũ Sâm đạo diễn                                                                                         |
| 2015 | Bên nhau trọn đời              | Bản điện ảnh                                                                                                |
| 2015 | Tử chiến Trường Thành          | Trương Nghệ Mưu đạo diễn, hợp tác Trung Mỹ                                                                  |
| 2016 | Tước tích                      | |
| 2017 | Kì môn độn giáp                | |
| 2018 | Ảnh                            | Trương Nghệ Mưu đạo diễn                                                                                    |
| 2019 | Gấu Boonie: Vụ nổ quá khứ      | Lechuang Pictures (Thiên Tân) sản xuất và phát hành                                                         |
| 2019 | Tần Minh·Người giải mã sinh tử | Lechuang Pictures (Thiên Tân) phát hành                                                                     |
| 2021 | Đồ Lan Đóa                     | Trịnh Hiểu Long đạo diễn, hợp tác Trung-Anh, do Đông Dương Lạc Thị Văn hóa Điện ảnh và Truyền hình sản xuất |